# یونیورسال استودیوز مسکو
یونیورسال استودیوز مسکو (انگلیسی: Universal Studios Moscow) شرکت سرگرمی روس است، که در سال ۲۰۰۲ تأسیس شد.